# Rivière Belly
Pour les articles homonymes, voir Belly (homonymie).
La rivière Belly (anglais : Belly River) est un cours d'eau du Montana (États-Unis) et de l'Alberta (Canada). Elle est un affluent de la rivière Oldman, elle-même un affluent de la rivière Saskatchewan Sud.
Le nom de la rivière proviendrait du pied-noir « Mokowan » ou « Mokoan » qui signifiait « estomac ». La rivière a aussi porté le nom de rivière Mokawanis.
La rivière a été la scène de la bataille de la rivière Belly entre les cris et les Pieds-Noirs en 1870.
Elle a aussi donné son nom à la formation de Belly River, une formation géologique du Crétacé, d'après les observations de George Mercer Dawson en 1983.

## Cours
La Belly prend sa source au Montana (États-Unis) dans le lac Helen, qui est situé au pied du mont Merritt dans le parc national de Glacier. La rivière coule vers le nord et traverse le 49e parallèle près de Chief Mountain, à l'est du parc national des Lacs-Waterton.
La rivière continue vers le nord et traverse les routes 5 et 6. Elle passe près des communautés de Hill Spring et de Glenwood et tourne ensuite en direction nord-est. Il traverse la route 2 et continue en direction nord au pied de la crête Mokowan, où il reçoit les eaux de la rivière Waterton. Son cours devient alors méandreux avant que la rivière tourne à l'est à la colline Wild Turnip pour finalement se jeter dans la rivière Oldman à l'ouest de Coalhurst.

## Affluents
De la source à la confluence.
- North Belly River
- Mami Creek
- Dipping Vat Lake
- Bullhorn Coulee
- Layton Creek
- Rivière Waterton
- McNab Coulee